# 霍華德峰
74°15′S 163°42′E / 74.250°S 163.700°E
霍華德峰（英語：Howard Peaks），是南極洲的山峰，位於維多利亞地的斯科特海岸，處於圖馬林高原南部，美國地質調查局根據測量和該國海軍的空中照片繪入地圖，現時由南極條約體系管理。